# Narodowy Dzień Pamięci Poznańskiego Czerwca 1956

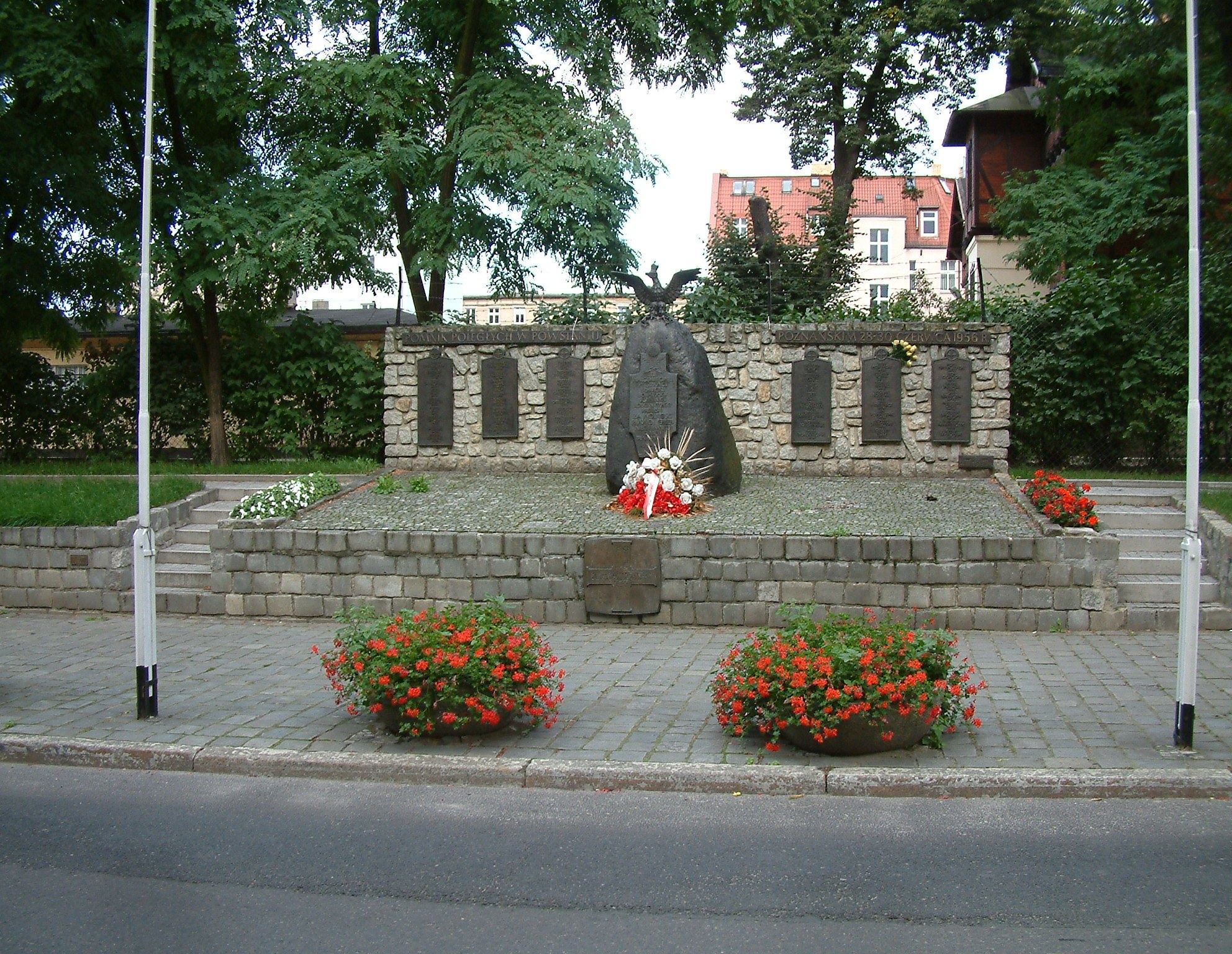
Pomnik z nazwiskami ofiar Czerwca '56 w Poznaniu przy ul. Kochanowskiego.

Narodowy Dzień Pamięci Poznańskiego Czerwca 1956 – polskie święto, obchodzone corocznie 28 czerwca od 2006 roku na mocy uchwały Sejmu RP.
Dzień ten nie jest dniem wolnym od pracy.

## Znaczenie daty
28 czerwca 1956 wybuchł w Poznaniu pierwszy w PRL-u strajk generalny połączony z demonstracjami ulicznymi, krwawo stłumiony przez wojsko i milicję. Wydarzenie to zostało nazwane Poznańskim Czerwcem i było jednym z czynników, które doprowadziło do przemian społecznych w państwie.

## Uchwalenie święta
Święto zostało ustanowione 21 czerwca 2006, z okazji 50. rocznicy Poznańskiego Czerwca 1956. 

## Dzieje obchodów
Pierwsze obchody święta miały miejsce w Poznaniu, w dniu 28 czerwca 2006 z okazji 50. rocznicy Poznańskiego Czerwca 1956. W uroczystościach wzięło udział pięciu prezydentów: Polski – Lech Kaczyński, Czech – Václav Klaus, Niemiec – Horst Köhler, Słowacji – Ivan Gašparovič i Węgier – László Sólyom.
Podczas obchodów 28 czerwca 2016 w 60. rocznicę wydarzeń czerwcowych i w 10. rocznicę ustanowienia święta na poznańskich Jeżycach przy ul. Jana Kochanowskiego Wojewoda wielkopolski Zbigniew Hoffmann odsłonił pamiątkową tablicę na ścianie Komendy Wojewódzkiej Policji w Poznaniu, w miejscu, w którym z okien ówczesnego Urzędu Bezpieczeństwa padły pierwsze strzały do poznańskich robotników. Tablica projektu Roberta Sobocińskiego, która powstała z inicjatywy wojewody, przedstawia przeszytą kulami marynarkę i fragment mowy Stanisława Hejmowskiego, obrońcy robotników: „I te strzały nie były już dane w powietrze, ale do ludzi...”.

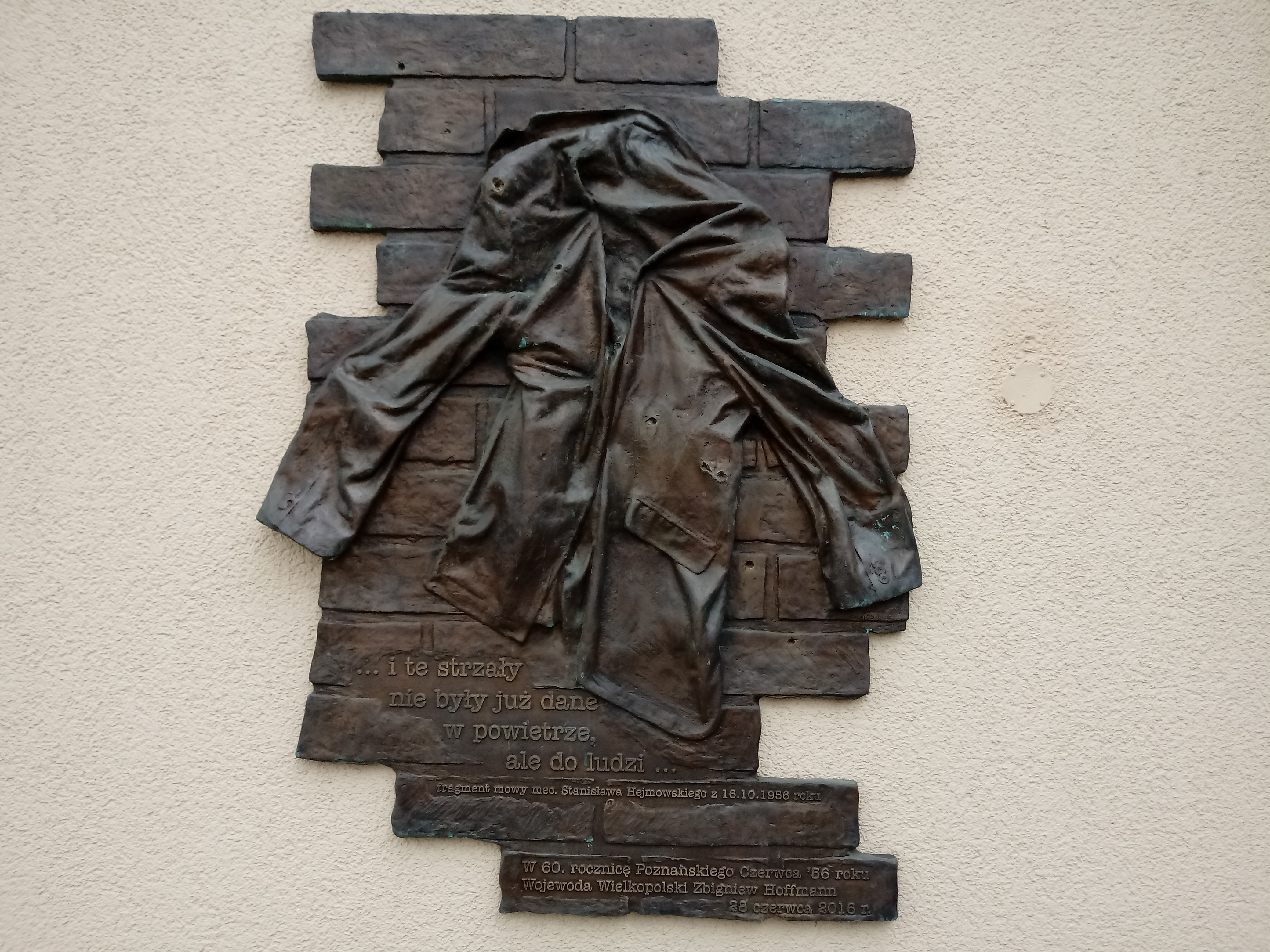
Tablica pamięci powstańców Czerwca 1956 przy ul. Jana Kochanowskiego

Tablicę poświęcił biskup senior Zdzisław Fortuniak.